# David Segal
David Hugh Segal (ur. 20 marca 1937 w Londynie) – angielski lekkoatleta (sprinter), medalista olimpijski z 1960 i dwukrotny wicemistrz Europy z 1958.
Zajął 5. miejsce w sztafecie 4 × 100 metrów na igrzyskach olimpijskich w 1956 w Melbourne (sztafeta brytyjska biegła w składzie: Kenneth Box, Roy Sandstrom, Segal i Brian Shenton). Startował również w biegu na 100 metrów oraz w biegu na 200 metrów, ale w obu odpadł w przedbiegach.
Na mistrzostwach Europy w 1958 w Sztokholmie zdobył srebrne medale w biegu na 200 metrów (za Manfredem Germarem z RFN, a przed Jocelynem Delecourem z Francji) oraz sztafecie 4 × 100 metrów (w składzie: Peter Radford, Sandstrom, Segal i Adrian Breacker), a w finale biegu na 200 metrów zajął 5. miejsce.
Jako reprezentant Anglii zdobył złoty medal w sztafecie 4 × 110 jardów (w składzie: Breacker, Sandstrom, Segal i Radford) na Igrzyskach Imperium Brytyjskiego i Wspólnoty Brytyjskiej w 1958 w Cardiff, w biegu na 220 jardów odpadł w półfinale, a w biegu na 100 jardów w ćwierćfinale.
Zdobył brązowy medal w sztafecie 4 × 100 metrów na igrzyskach olimpijskich w 1960 w Rzymie (sztafeta brytyjska biegła w składzie: Radford, David Jones, Segal i Nick Whitehead). Startował również w biegu na 200 metrów, w którym odpadł w półfinale po popełnieniu dwóch falstartów.
Był mistrzem Wielkiej Brytanii (AAA) w biegu na 220 jardów w 1957 i 1958 oraz wicemistrzem na tym dystansie w 1960.
Był wielokrotnym rekordzistą Wielkiej Brytanii w sztafecie 4 × 100 metrów do wyniku 40,1 s, osiągniętego 1 sierpnia 1960 w Londynie.